# Municipio de Jiquipilco
El municipio de Jiquipilco (del náhuatl Xiquipilli, "alforjas" y -co, "lugar", "lugar de costales o alforjas") es uno de los 125 municipios del Estado de México ubicado al noroeste del Valle de Toluca y uno de los 17 municipios que integran la región Atlacomulco. Se ha considerado por muchos como la capital mexiquense del “Pulque” debido a que cada año, en este lugar, se lleva a cabo desde 2010 en el tercer viernes de marzo al tercer sábado de dicho mes la Expo. Feria Del Pulque en honor a esta bebida ancestral.
Fue declarado Pueblo con Encanto por el Gobierno del Estado de México, el día 31 de marzo del 2023, siendo el presidente el Prof. Felipe de Jesús Sánchez Dávila.

## Localización y División Territorial

### Localización
Entre los paralelos 19° 29’ y 19° 42’ de latitud norte; los meridianos 99° 32’ y 99° 44’ de longitud oeste; altitud entre 2 500 y 3 600 m. 
Colinda al norte con Jocotitlán, Ixtlahuaca, Morelos y Villa del Carbón; al este con Morelos, Villa del Carbón, Nicolás Romero y Temoaya; al sur con Temoaya e Ixtlahuaca y al oeste con Ixtlahuaca y Jocotitlán

### División Territorial
El Municipio de Jiquipilco se integra para el cumplimiento de sus funciones políticas y administrativas, en localidades establecidas dentro del territorio municipal y tendrán las categorías políticas que establece el Artículo 9 de la Ley Orgánica Municipal del Estado de México, siendo estas: en Villa, Pueblos, Rancherías y Caseríos y son: 
LA VILLA MUNICIPAL DE JIQUIPILCO se integra por seis manzanas y son:

#### MANZANA PRIMERA
Cabecera Municipal, Manzana Primera La Capilla;
Cabecera Municipal, Manzana Primera parte Alta;
Cabecera Municipal, Manzana Primera parte Baja;

#### MANZANA SEGUNDA
Cabecera Municipal, Manzana Segunda parte Alta;
Cabecera Municipal, Manzana Segunda parte Alta, Loma de en Medio;
Cabecera Municipal, Manzana Segunda parte Baja;

#### MANZANA TERCERA
Cabecera Municipal, Manzana Tercera Bodo;
Cabecera Municipal, Manzana Tercera Juashi;
Cabecera Municipal, Manzana Tercera Panthe; 
Cabecera Municipal, Manzana Tercera Tashte;

#### MANZANA CUARTA
Cabecera Municipal, Manzana Cuarta;

#### MANZANA QUINTA
Cabecera Municipal, Manzana Quinta;

#### MANZANA SEXTA
Cabecera Municipal, Manzana Sexta;
Cabecera Municipal, Manzana Sexta parte Alta;
Cabecera Municipal, Manzana Sexta parte Oriente

#### Pueblos
·Ejido Llano Grande;
·Ejido Loma de Malacota;
·Santa Cruz Tepexpan, Manzana Primera, Tierra Blanca;
·Santa Cruz Tepexpan, Manzana Segunda;
·Santa Cruz Tepexpan Manzana Tercera;
·Santa Cruz Tepexpan, Manzana Cuarta;
·Moxtejé;
·Portezuelos;
·Rancho Alegre;
·Dolores Amarillas;
·San Bartolo Oxtotitlán;
·San Felipe y Santiago;
·San José del Sitio;
·Buenos Aires;
·San Miguel Yuxtepec;
·Santa María Nativitas;
·Ejido de San Miguel Yuxtepec;

#### Rancherías
- Barrio Primero de Buenos Aires;
- Colonia la Purísima;
- Ejido de Mañí;
- Ejido de Santa María Nativitas;
- El Jaral (Tierra Montón);
- Loma de San Felipe;
- Loma del Astillero;
- Loma Hermosa;
- Loma de Hidalgo, Colonia Benito Juárez;
- San Bartolo Oxtotitlán, Manzana Quinta;
- San Antonio Nixiní;
- San Martín Morelos;
- Santa Isabel;
- Sección del Cerrito;

#### Caseríos (Aldeas):
- Buenavista;
- Colonia Benito Juárez, San Felipe y Santiago;
- Colonia Emiliano Zapata;
- Colonia Ricardo Flores Magón;
- Colonia Morelos, San Felipe y Santiago;
- Ejido de Moxtejé;
- Ejido de Santa María Nativitas;
- El Colector;
- El Ocotal;
- El Potrero;
- El Rincón, Loma de Hidalgo;
- El Santuario del Señor del Cerrito;
- Exhacienda Nixiní;
- La Nopalera;
- La Pastora;
- Las Golondrinas;
- Las Palomitas (Puerto Xiquipilli);
- Loma de Hidalgo, Centro;
- Loma de Hidalgo, Manzana Tercera;
- Loma de Hidalgo, Manzana Cuarta;
- Loma de Endotzi;
- Loma del Madroño;
- Loma Hermosa, Nava;
- Loma del Sitio;
- Loma Vicente Guerrero;
- Los Ortíces;
- Pie del Cerro;
- Ranchería de Mañí (Exhacienda de Mañí);
- Ranchería de Sila (Ejido de Sila);
- Boximó;
- Rancho Colorado;
- Rancho los Quiroz;
- Rancho Santa Lucía;
- San Francisco el Alto;
- San Francisco Portezuelos;
- San Isidro;
- Vista Hermosa;
- La Tinaja;
- Barrio de San Pedro (La Nopalera);
- Palo Gacho;

## Denominación y Toponimia

### Denominación
En 1274 se asientan los otomíes en Jiquipilco, fascinados por la variedad de flora y fauna, en un valle, con un gran lago, de la llanura que actualmente ocupan las comunidades de Santa Cruz Tepexpan, San Felipe y Santiago, Boximó y Buenos Aires. En la serranía había maguey en abundancia, planta de la que obtuvieron agujas para coser su vestimenta y con la fibra de esta planta elaboraban ayates, sogas, calzado, morrales y más.

Los indígenas llamaron a este gran valle “Ñanhuada”, que en otomí significa espina o punta del maguey. En esa época, le rendían culto al maguey, con cuyos subproductos la gente sanaba sus males. Por ejemplo, el pulque, bebida fermentada la utilizaban para combatir la gastritis y la inflamación estomacal, mientras que el aguamiel para curar la anemia. En 1478 el reino de Botzanga (en otomí) o Tlilcuetzpallin (en náhuatl), que significa Lagartija Negra, fue sometido por los mexicas, convirtiéndolo en tributario de morralitos, bolsas y ayates. Por esta razón empezaron a llamar a “Ñanhuada” con el nombre de Xiquipilco, es decir, “Lugar de costales o alforjas”. Olaguibel describe a “Xiquipilli” como lugar donde se hacen las bolsas o costales para el cacao, que servía de moneda. 

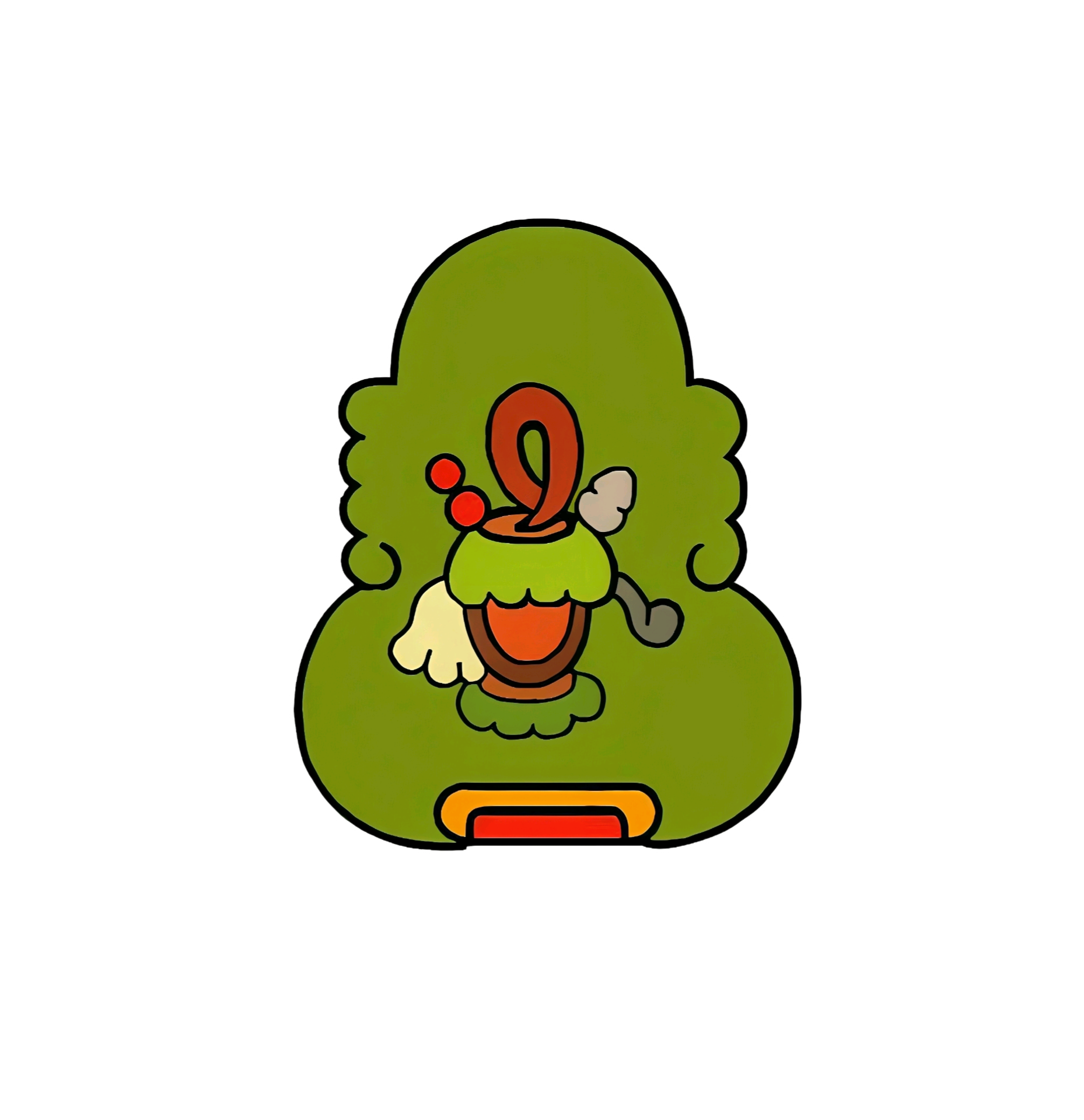
Glifo de Xiquipilli

Xiquipilco fue evangelizado por los Franciscanos, uno de sus barrios tenía el nombre de Ahuazhuatepec y le fue cambiado por el de San Juan de las Huertas. Este suceso se registró en 1552. Seis años después, en Jiquipilco el Viejo se presentó un conflicto religioso por el culto a los santos patronos San Juan Bautista y Santiago Caballero, parte del pueblo se disgregó llevándose, cada uno, al santo de su devoción. Un gran número de gente se vino a establecer al pueblo de San Juan de las Huertas y el otro se fue a asentar en el barrio de Temoaya.La gente que se trasladó a San Juan, trajo una imagen de bulto del Señor de Xiquipilco, para diferenciarlo de Jiquipilco el Viejo, lo llamaron San Juan Jiquipilco. La mayor parte de la población se estableció en la serranía por su riqueza natural, con sus únicas pertenencias como ollas, comales, mecapales y petates. En consecuencia, se identifica al pueblo como Jiquipilco.

### Jeroglífico
El glifo está compuesto por el símbolo usado para representar un cerro. En su interior la figura de una bolsa de ixtle adornada con los siguientes elementos: un ala de ave que significa poder, una lagartija que representa al Señor de Jiquipilco Tlilcuetzpallin, plumas de colibrí que escenifican un pueblo belicoso y cañutos de zacate, cubiertos de sangre y depositados en el interior del Xiquipilli, durante las ceremonias de autoflagelación.

## Gobierno y Política

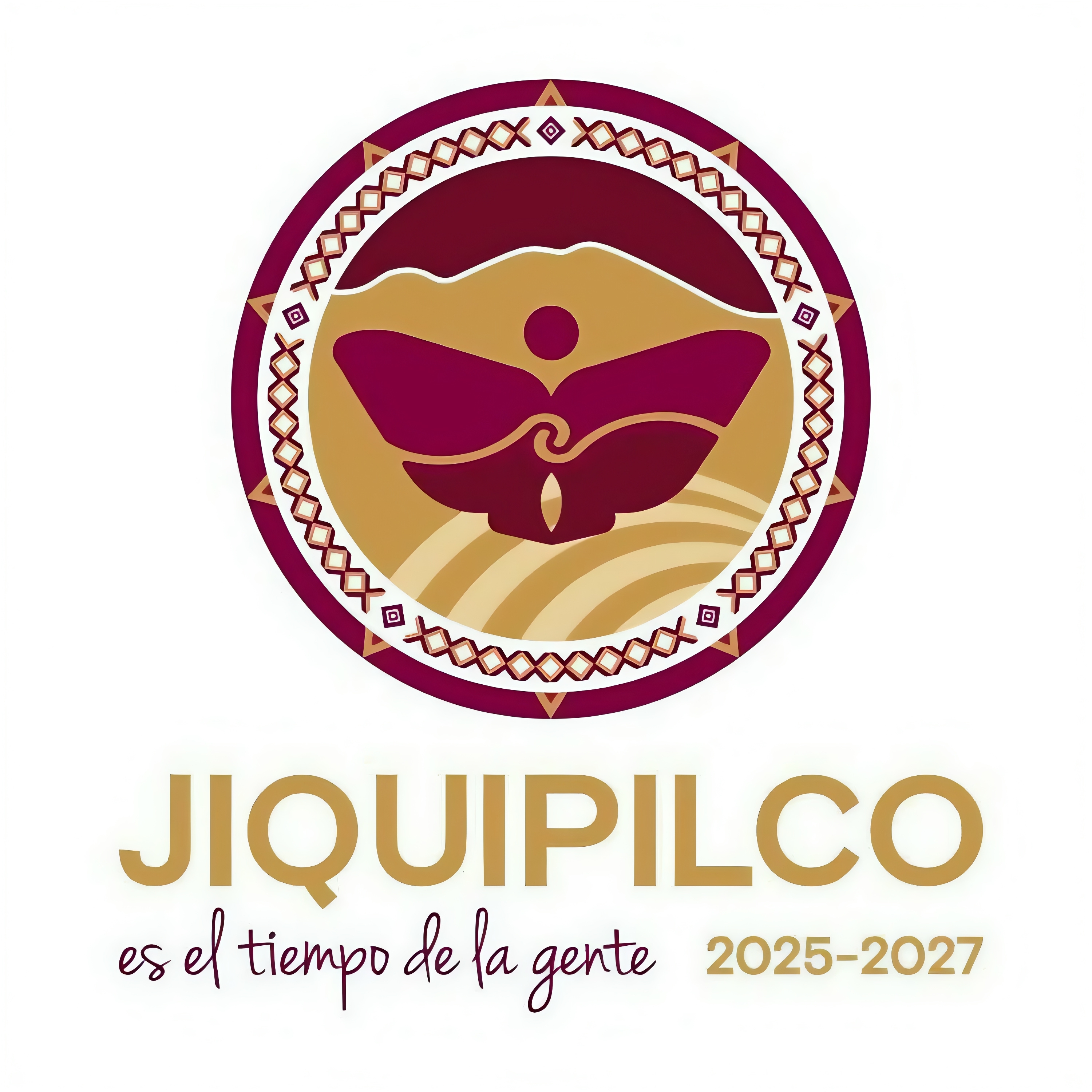
Logo de la Administración Municipal De Jiquipilco (2025 - 2027)

En las Elecciones estatales del Estado de México de 2024, el candidato de la coalición Sigamos Haciendo Historia en el Municipio de Jiquipilco, Antonio Escobar Félix fue el candidato electo a la presidencia municipal con el 37.2230% de los votos, iniciando así su mandato el día 1 de enero de 2025

## Historia Municipal

### Época Prehispánica
Los otomíes llegaron procedentes del oriente y del sur de México, se les considera pertenecientes a las hordas Olmecas, después de sucesivas migraciones, los otomíes se establecieron en Tula, en una época anterior al período Tolteca, para formar parte posteriormente de ese Imperio. Al disolverse el Imperio en 1168 d. C., con la caída de Tula, debido a la irrupción de los grupos chichimecas al mundo de Xólotl, los otomíes se dispersaron y una gran fracción, la más numerosa, se desplaza hacia Xilotepec y Chiapan; hoy en día se le conoce a este último lugar como Chapa de Mota. 
Las primeras noticias de los otomíes en Jiquipilco aparece en el año 1274 a. C., cuando ocurren las migraciones de Xicomostoc, lugar mitológico donde partieron en peregrinación las siete tribus que se esparcieron a lo largo y ancho del Estado de México. En su recorrido pasaron por Xilotepec, Acxotlán, Tepexi y Xiquipilco. Algunos estudiosos en la materia opinan que, a la llegada de Xólotl a la región de los grandes lagos, después de la destrucción de Tula en el año cinco pedernal (1172 d. C.) se realizó un intenso poblamiento por el Valle de Toluca y Xiquipilco, este suceso ocurrió en 1220 d. C. Se ha determinado que la palabra otomí proviene de un jefe o caudillo llamado Otón o probablemente de Otontecutlí, deidad principal de los otomíes y que signifia de las actividades principales de este grupo étnico fue la caza, en la cual fueron hábiles y diestros. Durante muchos años, formaron parte de un señorío muy importante, que pertenecía a los siete ca “pueblo sin residencia”. Fray Bernardino de Sahagún, determina la palabra otomí como “flechador de pájaros”, ya que revela un pueblos más grandes y poderosos que vivían en serranía, junto con los pueblos de Jilotepec, Jocotitlán, Cahuacán, Xila y Mazahuacán. Los otomíes se encontraban organizados en tribus, la sociedad tenía como base de unión el parentesco familiar, en el cual, se fundamentaba su vida económica y social; la mujer otomí tenía cierta preponderancia en la familia por representar las relaciones sociales. La vida otomí se encontraba reglamentada con base a la experiencia a través del Consejo de Ancianos. La organización política era sencilla, el gobierno correspondía a su estado tribal y la dirección recaía en los mandones; en un principio ejercieron este mando los sacerdotes, posteriormente aparece una especie de consejo, formado por los miembros de las diferentes tribus, quienes designaban a los mandones o cabezas principales. 
Las hordas otomíes se establecieron en la serranía de Jiquipilco, sobrevivieron con la recolección de frutos silvestres y con la caza de animales salvajes como conejos, liebres, venados, culebras, lagartos y ratones. Al convertirse en sedentarios, se dedicaron a labrar la tierra en la que cultivaban maíz, frijol, tomate y chile. Para delimitar sus tierras usaban el maguey como cerco natural, aunque también lo hacían con rocas o postes de madera. La siembra se realizaba en forma colectiva con la participación de todos los familiares, no existía la propiedad particular o privada de la tierra y lo que se cosechaba se distribuía equitativamente.

### La Conquista y la Colonia

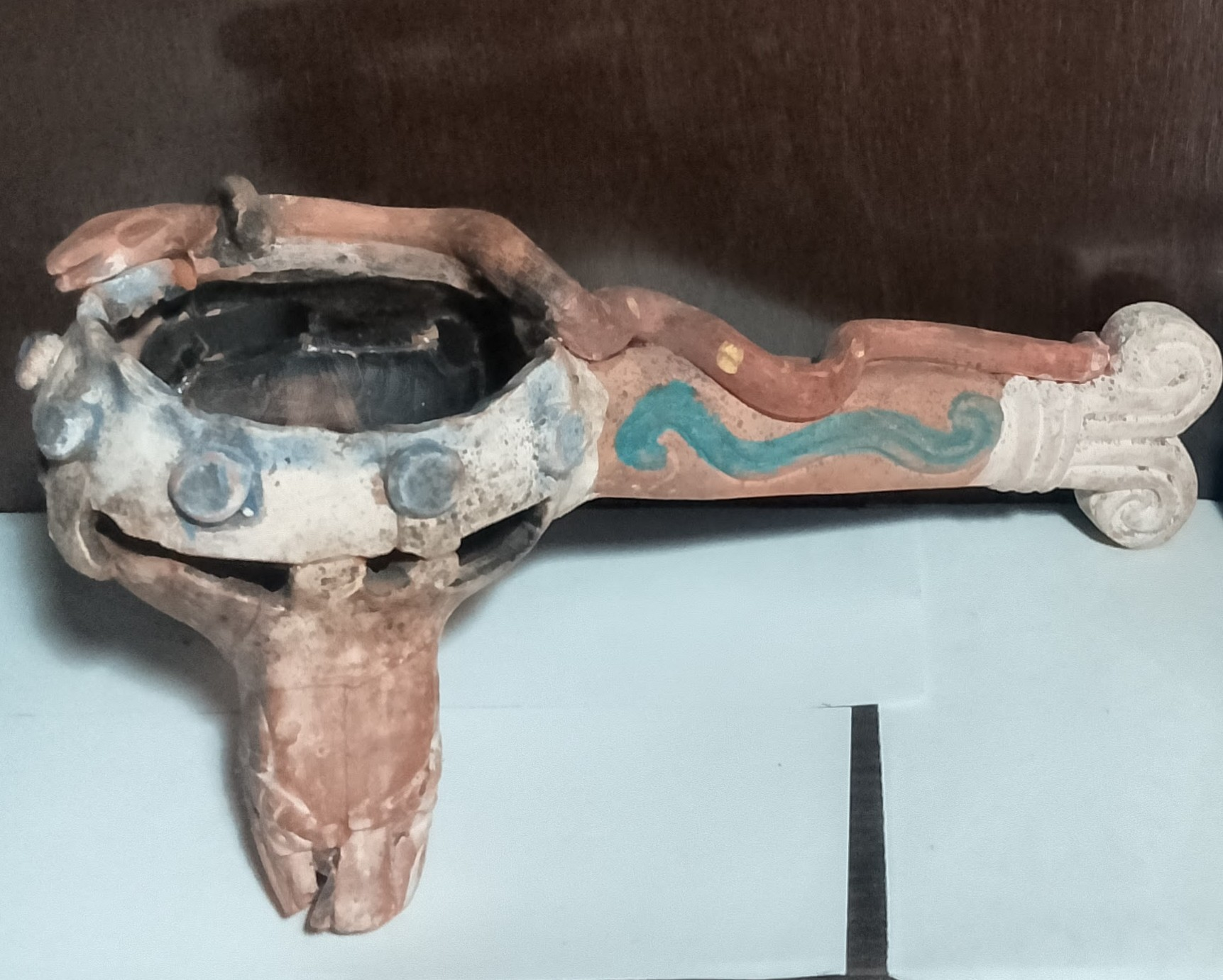
Sahumerio de la época colonial en Jiquipilco

Con la llegada de los españoles en el siglo XVI, la vida en Jiquipilco experimentó una transformación radical. La región fue sometida al dominio español, y se estableció un sistema de encomiendas y mercedes reales que otorgaban tierras e indígenas a los conquistadores. La evangelización fue un proceso clave, y se construyeron templos y conventos para difundir la fe católica, como la Parroquia de San Juan Bautista, que se convirtió en un centro de la vida comunitaria.
Durante la época colonial, Jiquipilco se consolidó como una comunidad agrícola, aprovechando la riqueza de sus suelos para la producción de diversos cultivos. Las haciendas, como las de Nixini y Mañí, jugaron un papel importante en la economía local, aunque también fueron centros de explo
tación para la población indígena. La vida cotidiana estuvo marcada por las estructuras impuestas por el sistema colonial, con una clara jerarquía social y una fuerte influencia de la Iglesia.

### La Independencia y elsigloXIX:
El movimiento de Independencia a principios del siglo XIX tuvo repercusiones en Jiquipilco, aunque no fue un escenario central de las batallas. Sin embargo, los ideales de libertad e igualdad resonaron en la población, que participó de diversas maneras en la lucha por la emancipación.
Tras la independencia, Jiquipilco se integró al naciente Estado de México. El siglo XIX fue un periodo de cambios y conflictos a nivel nacional, y el municipio no fue ajeno a estas dinámicas. Se consolidaron las instituciones locales y se buscó una organización política y administrativa acorde a la nueva realidad del país. La vida continuó siendo principalmente rural, con la agricultura como principal actividad económica.

### ElsigloXXy la Modernidad:
El siglo XX trajo consigo importantes transformaciones para Jiquipilco. La Revolución Mexicana a principios de siglo tuvo un impacto social y agrario en la región, buscando una redistribución de la tierra y una mejora en las condiciones de vida de los campesinos.
A lo largo del siglo XX, el municipio experimentó un crecimiento demográfico y una diversificación de sus actividades económicas. Aunque la agricultura siguió siendo importante, surgieron otras fuentes de empleo y se fortaleció el comercio local. La construcción de infraestructura, como carreteras y servicios básicos, contribuyó a la modernización del municipio y a una mayor conexión con otras regiones del estado.

### Época Contemporánea
En el siglo XXI, Jiquipilco ha continuado su proceso de desarrollo, buscando un equilibrio entre la preservación de su rica herencia cultural y la adopción de la modernidad. La declaración como "Pueblo con Encanto" en 2023 es un reconocimiento a su belleza natural, su patrimonio histórico y cultural, y el esfuerzo de sus habitantes por mantener vivas sus tradiciones.

## Cultura y Patrimonio

### Áreas Naturales

#### Parque Ecoturístico "El Jabalí"
La Presa del jabalí, es un espejo de agua inmerso en medio del bosque en la cima de San Bartolo Oxtotitlán; este paraje natural se puede disfrutar de un espacio natural relajante y de la pesca de trucha. El paraje cercano al cerro de la bufa forma parte de la Sierra de Monte Alto, con parajes boscosos de encino, pino y oyamel, como el Parque Presa del Llano, donde existe un pequeño embalse con una isla accesible por puente y veredas, ideal para caminatas, campismo, días de campo, hospedaje en cabañas, canotaje, remo y pesca de trucha.

#### Parque Ecoturístico "Presa Verde"
La Presa Verde, ubicada a escasos 4 kilómetros de la cabecera municipal, nombrada así por la pigmentación que adopta el agua derivado de los minerales emanados del manantial del que se nutre esta hermosa laguna.

#### Parque Ecoturístico "La Bufa"
El Cerro de la Bufa, con elevación de 3 767 m.s.n.m., está en medio de un impresionante y majestuoso bosque de coníferas y un terreno montañoso que te ofrece caminos de todo terreno, terracerías amplias, valles, riachuelos y cañadas. Es el lugar ideal para actividades extremas, como ciclismo de montaña, rapel, campismo, cabalgata, entre otras.
- Centros Ecoturísticos de Jiquipilco

### Ex- haciendas

#### Hacienda "La Dolorosa" (Ex - hacienda de Nixiní)
Goza de una popularidad especial debido a la tradición que la vincula con un momento crucial de la historia mexicana. Se cuenta que Miguel Hidalgo y Costilla, figura emblemática de la Independencia, encontró refugio entre sus muros. Esta conexión histórica la convierte en un punto de interés para quienes desean seguir las huellas de los héroes patrios.

#### Ranchería de Mañí (Ex - hacienda de Mañí)
Se caracteriza por su buena conservación de algunas de sus estructuras originales. Al pasear por sus vestigios, los visitantes pueden hacerse una idea más clara de cómo era la vida en una hacienda de la época, imaginando las actividades agrícolas, la vida de los trabajadores y la distribución de los espacios. Su atmósfera evoca un viaje en el tiempo que resulta fascinante.

#### Hacienda "La Providencia" (Ex - hacienda de Santa Isabel)
Con sus raíces que se remontan al siglo XVI, es popular por su importancia histórica como una de las principales productoras agrícolas y ganaderas de la zona y el posible segundo y último refugio en el municipio del cura Miguel Hidalgo y Costilla, aunque no ha sido confirmado en su totalidad. Su extensión y la historia de su funcionamiento la convierten en un testimonio elocuente del sistema de haciendas y su impacto en el desarrollo de la región.
- Ex haciendas de Jiquipilco